# Електра (Софокъл)
 Тази статия е за трагедията от Софокъл.  За трагедията от Еврипид вижте Електра (Еврипид).  За образа на Електра в древногръцката митология като цяло вижте Електра.
„Електра“ (на старогръцки: Ἠλέκτρα) е древногръцка трагедия от Софокъл. Смята се, че е написана около 410 г. пр. Хр.

## Предистория
Електра е дъщеря на Агамемнон и Клитемнестра. Когато Агаменон се завръща от Троянската война, той е убит от съпругата си Клитемнестра и любовника ѝ – Егист, а Електра помага на брат си Орест в отмъщението срещу майка им. Когато е бил малък, Орест е изпратен и израства във Фокида. Действието на трагедията се развива години по-късно, когато Орест се завръща в Микена.

## Сюжет
1. Пролог – Открива се трагедията без да се изпълняват песни от хора. Орест и Пилад се завръщат в родното място на Орест – Микена. Техният план да отмъстят на убийците на Агамемнон. Орест и възпитателят разкриват плана си да заблудят Клитемнестра и Егист (виновниците за Агамемновата гибел), като поднесат фалшивите новини, че Орест е загинал при питийските игри. Така убийците на Агамемнон ще бъдат измамени, а по-късно убити от самия Орест, с цел отмъщение за смъртта на баща му. Орест и Пилад ще отидат на гроба на Агамемнон да оставят кичури медна коса, след което ще отидат в двореца да покажат доказателсвото за смъртта на Орест – урна. Пилад също присъства, но няма реплики. Електра е представена чрез страданието си.
2. Парод – Хорът и Електра водят диалог основно за страданията на Електра по повод смъртта на баща ѝ (Орест и Електра са брат и сестра – деца на Клитемнестра и Агамемнон).
3. Първи епизод – Електра е пред двореца, оплаква смъртта на баща си и моли боговете да ѝ дадат сили и изпратят брат ѝ, за да могат да накажат Клитемнестра и Егист за стореното зло. Електра дава воля на омразата, която изпитва към майка си и любовника ѝ. Хризотемида, сестрата на Електра, излиза от двореца, носейки дарове за гроба на баща им, изпратени от Клитемнестра. Хризотемида не е изненадана, че Електра отново е извън двореца и я упреква за непослушанието ѝ. Тя предупреждава Електра, че ако не спре, Егист смята да я изпрати в подземието, но Електра не се страхува от него. След това Хризтемида обяснява причината, по която носи даровете – заради страховете на Клитемнестра. Тя е имала сън, в който Агамемнон е забил скиптъра си в огнището и цяла Микена е потънала в мрак. Електра успява да убеди сестра си да не носи даровете, защото това е грях. Вместо това Електра предлага Хризотемида да остави от къдриците на двете на гроба за почит на баща им. Девойката се съгласява и отива да го изпълни.
4. Първи стазим – състои се от строфа, антистрофа и епод, в които хорът оплаква царския дом, сполетян от толкова беди.
5. Втори епизод – Електра и Клитемнестра се срещат и започват да водят ожесточен спор около смъртта на Агамемнон. През това време вестителят влиза и съобщава за трагичната смърт на Орест. Клитемнестра е много щастлива, а Електра – съкрушена. Клитемнестра излиза с кошница жертвени дарове за Аполон, но виждайки Електра, я обвинява, че отново се скита сама и свободна навън без да има страх и уважение към майка си и Егист. Между двете се разразява спор за убийството на Агамемнон. Клитемнестра твърди, че е просто убийство, извършено заради това, че Агамемнон е пожертвал дъщеря си и не знае майчините мъки. Електра настоява, че тази жертва е била необходима в битката при Троя. Електра я обвинява, че заради похотта си към Егист е помогнала в убийството. В този момент влиза възпитателят, който носи фалшивата вест за смъртта на Орест. Той подробно разказва какво се е случило. Клитемнестра е щастлива, че молитвите ѝ са били чути и този, когото ще търси отмъщение е мъртъв. Тя кани Възпитателя в двореца. Останала сама, Електра е съкрушена от новините за смъртта на брат си. Заедно с него си е отишла и тя самата. Хризотемида се връща от гроба, изпълнена с радост и вяра, че брат ѝ се е завърнал, защото там е намерила свежи цветя и медна коса. Но радостта ѝ не е дълга. Електра ѝ съобщава, че Орест е загинал и сега отмъщението е само в техните ръце. Хризотемида отхвърля идеята, влиза в двореца и остава Електра сама.
6. Втори стазим – съставен е от две строфи и две антистрофи. Хорът говори за Електра като за едновременно съкрушен, но и много могъщ човек, способен да се пребори с всичко.
7. Трети епизод – В този момент приближават Орест и Пилад, носейки урната. Те я предават на Електра, която потъва в мъката си. Орест, виждайки колко страда сестра му, ѝ разкрива самоличността си и причината, поради която е дошъл да убие Клитемнестра и Егист. Доказателство за нея е Орестовият пръстен. Това е моментът на разпознаването (anagnorisis). Скръбта на девойката е заменена с радост и тя обещава, че няма да разкрие на никого плана. Възпитателят излиза при тях и кара Орест да побърза с убийството на Клитемнестра. Мъжете влизат в двореца, Електра остава навън да наблюдава Егист да не се прибере незабелязано.
8. Трети стазим – Орест убива Клитемнестра. След това излиза да каже на Електра добрите новини, но в този момент се задава Егист.
9. Екзод – Егист се завръща и осъзнава участта си. Той пита Електра дали са верни новините за смъртта на Орест и къде са пратениците. Девойката му отговаря, че дори носят доказателсво. Показват се Орест и Пилад, носейки тялото на Клитемнестра, покрито с плат. Когато махат покривалото и Егист вижда окървавеното тяло на съпругата си, разбира, че е капан и смъртта е над него. Орест заповядва на Егист да влезе в двореца, за да го убие на мястото, на което той е погубил Агамемнон.

## Герои
1. Електра – дъщеря на Клитемнестра и Агамемнон, сестра на Орест, Хризотемида и Ифигения. Появява се във втората част на „Орестия“ на Есхил и в трагедията „Електра“ на Еврипид. Тя желае смъртта на убийците на баща ѝ. Представена е като смела и силна, непокорна и неподчиняваща се въпреки униженията, на които е подложена през годините
2. Орест – брат на Електра. Дошъл да отмъсти за смъртта на баща си, той е решителен в действията си и не изпитва угризения на съвестта
3. Хризотемида – сестра на Електра. Тя се страхува от Клитемнестра и Егист и им се подчинява
4. Клитемнестра – майка на Електра, Орест, Хризотемида и Ифигения, съпруга на Агаменон и след това на Егист, убийца на Агамемнон. Тя вярва, че е постъпила правилно за убийството и не се разкайва.
5. Егист – убиец на Агамемнон, получава трона си от съпругата си Клитемнестра
6. Хор от микенски жени
7. Пилад – приятел на Орест
8. Възпитателят – спасителят на Орест, когато е бил малък. Той помага в замисъла за отмъщението.

## Мотиви и акценти
Най-ярко изобразеният мотив в трагедията е този за отмъщението. Този мотив е изразен чрез образа на Електра и Орест, които са готови на всичко, за да накажат бащините убийци.
Други акценти, които могат да се открият, са за омразата, която надделява над всичко, за скръбта, заради смъртта на Агамемнон, за предателството, за смиреността и покорството, които се намират в образа на Хризотемида, за решителността, силата и смелостта на Електра и Орест.

## При Софокъл, Еврипид и Есхил
Образът на Електра е интрепретиран и от тримата трагисти – най-големите представители на жанра. В трагедиите на Еврипид и Софокъл тя е главен персонаж, докато в тази на Есхил е второстепенен.
При Есхил Електра се появява във вторатата част на трилогията „Орестия“ – трагедията „Хоефорите“. Тук Електра е второстепенен персонаж и се появява само в Първи епизод. Както в другите трагедии, и тук Електра е обхваната от гняв към убийците, но образът ѝ не е разгърнат.
В „Електра“ на Софокъл героинята е представена като силна личност, която не се страхува да отстоява принципите си и това, в което вярва. В нея се съчетават любов и омраза – любов към бащата, несправедливо убит и силна омраза към убийците му. Електра е решителна и смела, готова на всичко да накаже убийците на баща си. Дори без помощта на брат си Орест, тя иска да накаже злосторници за това, което са сторили на баща и за всички унижение, на които са я подложили. Младата жена държи на своите принципи и е готова да ги защитава с цената на живота си.
В трагедията на Еврипид, за разлика от тази на Софокъл, в която Електра без колебание и разкаяние е готова да убие родната си майка, откриваме Електра, която е потресена от постъпката си. Тя, заедно с брат си Орест, не може да се отърси от ужаса, извършвайки майцеубийство. Еврипид отделя специално внимание на състоянието на героинята след убийството на Клитемнестра. Тя се разкайва и съжалява за постъпката си – заради злобата, стаена в нея, е прибегнала до майцеубийство.

## Версии и адаптации
1. Електра – пиеса на Софокъл
2. Електра – трилогията „Орестия“ на Есхил
3. Електра – пиеса на Еврипид
4. Електра – пиеса на Хуго фон Хофманстал, по пиесата на Софокъл.
5. Електра – филм от 1962 г., по Еврипид
6. Електра – опера на Рихард Щраус
7. Електра – филм от 2005 г. с Дженифър Гарнър

## Превод на български език
Най-популярният превод на трагедията на български е направен от Александър Ничев.